# Dariusz Jaroń

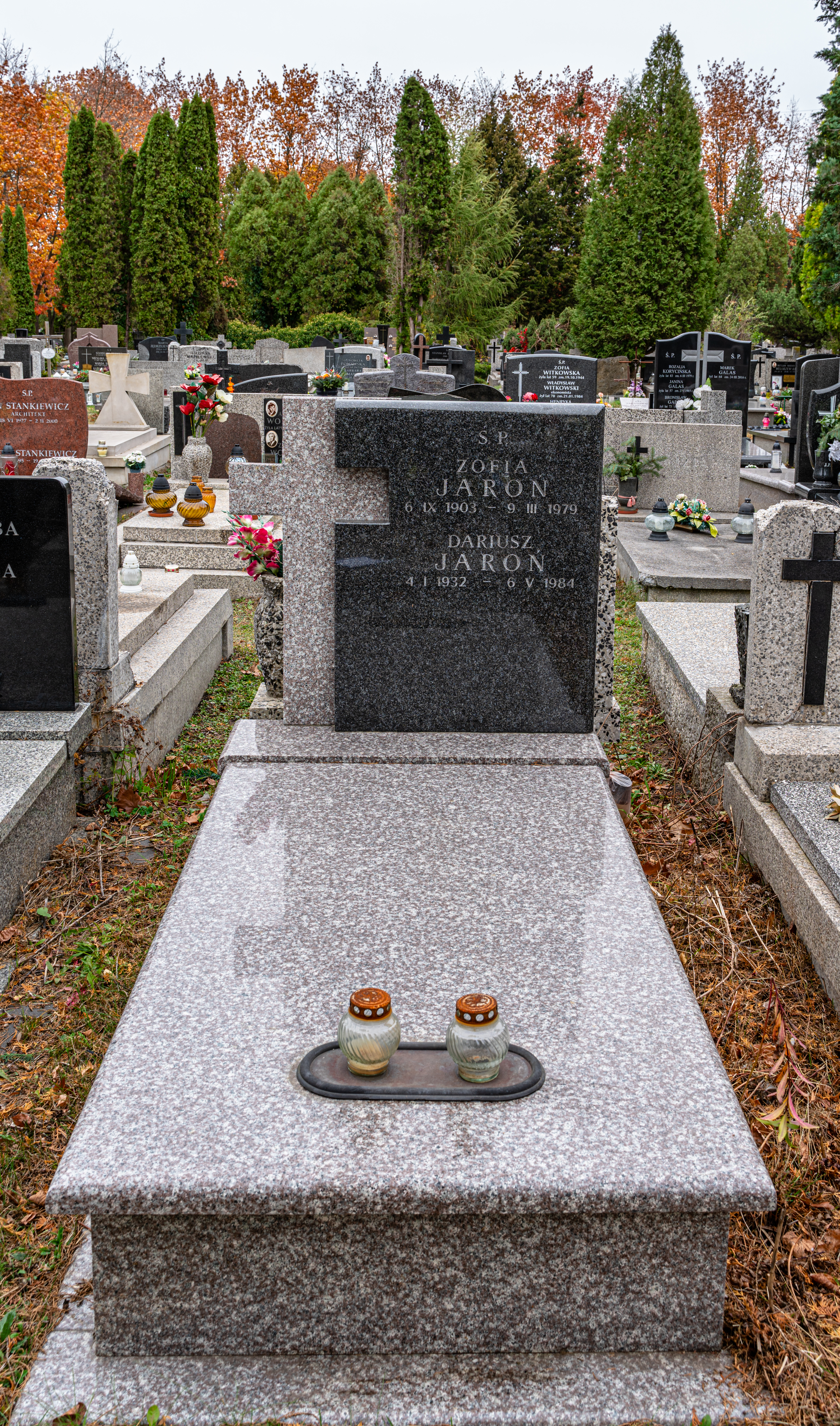
Grób Dariusza Jaronia na cmentarzu komunalnym Północnym w Warszawie

Dariusz Jaroń (ur. 4 stycznia 1932 w Warszawie, zm. 6 maja 1984) – polski szermierz, szpadzista, indywidualny mistrz Polski (1953).

## Kariera sportowa
Był zawodnikiem CWKS Legia Warszawa. Jego największym sukcesem było indywidualne mistrzostwo Polski w 1953, ponadto był drużynowym mistrzem Polski w 1953 i 1955, indywidualnym wicemistrzem Polski w 1954, drużynowym wicemistrzem Polski w 1956 oraz brązowym medalistą mistrzostw Polski w drużynie w 1952.
Jest pochowany na cmentarzu komunalnym Północnym w Warszawie.